# Хосе Фернандес Сантіні
Хосе Антоніо Фернандес Сантіні (ісп. José Antonio Fernández Santini, нар. 14 лютого 1939, Сан-Вісенте-де-Каньєте) — перуанський футболіст, що грав на позиції захисника.
Виступав за клуби «Універсітаріо де Депортес» та «Дефенсор Ліма», а також національну збірну Перу, у складі якої був учасником чемпіонату Південної Америки 1959 року та чемпіонату світу 1970 року.

## Клубна кар'єра
У дорослому футболі дебютував 1959 року виступами за команду «Універсітаріо де Депортес», в якій провів одинадцять сезонів і шість разів ставав чемпіоном Перу у 1959, 1960, 1964, 1966, 1967 та 1969 роках.
Завершив ігрову кар'єру у команді «Дефенсор Ліма», за яку виступав протягом 1971—1975 років, і в 1973 році всьому за кар'єру став чемпіоном країни.
Після ігрової кар'єри тренував багато перуанських клубів, зокрема «Дефенсор Ліма» (1974—1975, 1989—1990), «Універсітаріо де Депортес» (1977) та «Спортінг Крістал» (1978—1979), а також був тренером збірної Перу між 1988 і 1989 роками.

## Виступи за збірну
10 березня 1959 року дебютував в офіційних іграх у складі національної збірної Перу в матчі чемпіонату Південної Америки в Аргентині проти збірної Бразилії (2:2). Загалом Хосе зіграв на турнірі у всіх шести матчах і посів з командою четверте місце.
У складі збірної був учасником чемпіонату світу 1970 року у Мексиці. У цьому турнірі він зіграв у програному чвертьфіналі проти майбутніх переможців турніру, збірної Бразилії (2:4).
Загалом протягом кар'єри у національній команді, яка тривала 15 років, провів у її формі 37 матчів, забивши 2 голи.

## Титули і досягнення
- Чемпіон Перу (7):

«Універсітаріо де Депортес»: 1959, 1960, 1964, 1966, 1967, 1969
«Дефенсор Ліма»: 1973